# Романсвиллер
Романсвиллер (фр. Romanswiller) — коммуна на северо-востоке Франции в регионе Гранд-Эст (бывший Эльзас — Шампань — Арденны — Лотарингия), департамент Нижний Рейн, округ Мольсем, кантон Саверн. До марта 2015 года коммуна административно входила в состав упразднённого кантона Васлон (округ Мольсем).
Площадь коммуны — 11,42 км², население — 1303 человека (2006) с тенденцией к стабилизации: 1310 человек (2013), плотность населения — 114,7 чел/км².

## Население
Население коммуны в 2011 году составляло 1342 человека, в 2012 году — 1327 человек, а в 2013-м — 1310 человек.
| 1962 | 1968 | 1975 | 1982 | 1990 | 1999 | 2006 | 2008 | 2011 | 2012 | 2013 |
| ---- | ---- | ---- | ---- | ---- | ---- | ---- | ---- | ---- | ---- | ---- |
| 772  | 781  | 765  | 991  | 1155 | 1194 | 1303 | 1353 | 1342 | 1327 | 1310 |

Динамика населения:

## Экономика
В 2010 году из 886 человек трудоспособного возраста (от 15 до 64 лет) 667 были экономически активными, 219 — неактивными (показатель активности 75,3 %, в 1999 году — 70,7 %). Из 667 активных трудоспособных жителей работали 616 человек (324 мужчины и 292 женщины), 51 числились безработными (14 мужчин и 37 женщин). Среди 219 трудоспособных неактивных граждан 78 были учениками либо студентами, 92 — пенсионерами, а ещё 49 — были неактивны в силу других причин.

## Достопримечательности (фотогалерея)
- Старое здание вокзала
- Старая железная дорога к военному городку
- Старые бараки военного городка